# Josef Šorm
Josef Šorm (Dvůr Králové, 1932. március 2. – 2022. május 11.) olimpiai ezüstérmes csehszlovák válogatott cseh röplabdázó.

## Pályafutása
Az 1960-as brazíliai és az 1962-es szovjetunióbeli világbajnokságon az ezüstérmet szerzett csapat tagja volt. Pályafutása utolsó nagy világversenyén, az 1964-es tokiói olimpián ezüstérmet szerzett a válogatottal.

## Sikerei, díjai
- Olimpiai játékok
  - ezüstérmes: 1964, Tokió
- Világbajnokság
  - ezüstérmes: 1960, Brazília, 1962, Szovjetunió